# Kind-Hörstiftung
Die Kind-Hörstiftung (bis 2017 Geers-Stiftung) ist eine im Jahr 1976 von dem Dortmunder Unternehmerehepaar Käthe und Theodor Geers gegründete gemeinnützige Stiftung des privaten Rechts zur Förderung von Forschungsvorhaben, die dem Wohle der Hörbehinderten (Hörbehinderung, Hörschäden), insbesondere den hörbehinderten Kindern dienen (§ 2 Satzung). Das Stiftungsvermögen beträgt ca. 360.000 Euro, das jährliche Fördervolumen rund 30.000 Euro.
Seit 1990 verleiht die Stiftung alle zwei Jahre einen mit 15.000 Euro dotierten Förderpreis, der Arbeiten zur Ursachenforschung, Früherkennung und Therapie von Hörschäden auszeichnet.
Alle zwei Jahre finden multidisziplinäre Kolloquien zu Schwerpunktthemen der Hörbehindertenforschung statt.
Die Stiftung ist dem Stifterverband für die Deutsche Wissenschaft e.V. angeschlossen.

## Organisation

Logo bis 2017

Käthe und Theodor Geers, die 1951 das erste Hörakustik-Fachgeschäft in Deutschland eröffneten und damit dazu beitrugen, den Berufsstand des Hörgeräteakustikers zu etablieren, gründeten zum 25-jährigen Bestehen des Unternehmens Geers Hörakustik am 25. September 1976 die gemeinnützige Geers-Stiftung mit dem Ziel, allein durch private Initiative kooperative und individuelle Forschungsvorhaben zu unterstützen.
Zum 1. Juni 2017 wurde die Stiftung an die Familie Kind (siehe Kind Hörgeräte) übergeben.
Vorstandsvorsitzender ist Gottfried Diller, weitere Vorstandsmitglieder sind Thomas Lenarz, Sebastian Hoth, Annerose Keilmann, Andrej Kral, Peter Plath und Hellmut von Specht. Stiftungsrat (Kuratorium) sind Alexander Kind und Martin Kind.
Das Stiftungsvermögen wird vom Stifterverband für die Deutsche Wissenschaft verwaltet.

## Aktivitäten
Aufgabe der Stiftung ist nach Maßgabe der zur Verfügung stehenden Mittel insbesondere die Förderung von wissenschaftlichen Untersuchungen auf dem Gebiet der Hörakustik, Reihen- und Testuntersuchungen zur Erlangung wissenschaftlichen Basismaterials, Aus- und Weiterbildungsmaßnahmen für Normalhörende, Hörbehinderte und im Dienste der Hörakustik stehenden Menschen zur Vermittlung und Vertiefung von Wissen, das den Hörbehinderten dient, wissenschaftlicher Erprobung neuer Methoden auf dem Gebiet der Hörakustik, Veranstaltungen und Maßnahmen, die dem Stiftungszweck dienen – dazu gehört insbesondere auch die Durchführung von multidisziplinären Symposien und Kolloquien – sowie Publikationen, Vorträgen und anderen Maßnahmen der Öffentlichkeitsarbeit, die mit den Themen der Stiftung zusammenhängen.

### Stiftungspreis
Für herausragende Arbeiten auf dem Gebiet der Ursachenforschung, der Früherkennung und Therapie von Hörschäden sowie der Anpassung und Versorgung mit Hörgeräten, insbesondere bei Kindern, vergibt die Stiftung alle zwei Jahre den mit 15.000 Euro dotierten Stiftungspreis. Der Preis ging an:
- 1990: Neue Gesichtspunkte zur Untersuchung und Früherfassung hörgestörter Kinder unter besonderer Berücksichtigung eines pränatalen Hörtests – Heidrun Müller, Oberärztin der Klinik für Hals-Nasen-Ohren-Heilkunde der Universität Leipzig
- 1994: „... ich höre – nicht alles!“ Hörgeschädigte Mädchen und Jungen in Regelschulen – René J. Müller, Direktor der Gehörlosen und Sprachheilschulen Riehen und Arlesheim bei Basel
- 1996: Einfluss einer Schalldeprivation auf die akustisch evozierte Potentiale und die Expression des c-Fos Transkriptionsverfahren nach Beschallung während der Hörbahnreifung der Ratte – Annerose Keilmann, Universitäts-Hals-Nasen-Ohrenklinik im Klinikum der Stadt Mannheim, Fakultät für Klinische Medizin der Ruprecht-Karls-Universität Heidelberg
- 1998: Experimenteller Nachweis audiophonatorischer Rückkopplung bei Säuglingen und deren Bedeutung zur Früherkennung und Hörgeräteanpassung bei angeborenen hochgradigen Schwerhörigen – R. Schönweiler, Leitender Oberarzt der Medizinischen Hochschule Hannover
- 2000: Über den Einfluss von Hörstörungen auf die Reifung der Hörbahn – M. Walger, Klinik und Poliklinik für Hals-Nasen-Ohrenheilkunde am Universitätsklinikum Köln
- 2002: Neugeborenenhörscreening – Katrin Neumann, Oberärztin in der Klinik für Phoniatrie und Pädaudiologie der Johann-Wolfgang Goethe-Universität Frankfurt am Main, und Genforschung im Innenohr – Timo Stöver, Oberarzt an der HNO-Klinik der MHH
- 2004: nicht verliehen
- 2006: Neuentwicklungen von Sprachverständlichkeitstests – Kirsten Carola Wagener, Dipl.-Phys. Bereichsleiterin für Audiologie und Projekte am Hörzentrum Oldenburg
- 2008: nicht verliehen
- 2010: Psychoakustische und elektrophysiologische Untersuchungen zu zentral-auditiven Verarbeitungsstörungen während der Kindesentwicklung – Alexandra Ludwig, Sektion Phoniatrie und Audiologie am Universitätsklinikum Leipzig
- 2012: Zusammenhang zwischen angeborenen Hörstörungen und Herzrhythmusstörungen – Hanno J. Bolz, Humangenetiker am Universitätsklinikum Köln
- 2014: „Wiederbelebung“ totgeglaubter Nervenzellen im Innenohr – Athanasia Warnecke, Medizinische Hochschule Hannover, und optimiertes Messverfahren zur Erkennung bisher unentdeckt gebliebener Hörminderungen bei Neugeborenen – Anthony W. Gummer, Ernst Dalhoff und Dennis Zelle, Universität Tübingen
- 2016: Neue Messmethoden und Modelle für die Bedeutung des Resthörvermögens bei einer Versorgung mit einem Cochlea-Implantat – Tobias Rader
- 2019: Angelika Illg (Hannover) „für ihre wissenschaftlichen Arbeiten zu Strategien zur Optimierung der Hörrehabilitation und Steigerung der Bildungschancen bei Patienten mit Cochlea-Implantat.“
- 2021: Pascale Sandmann für ihre Habilitation „Kortikale Plastizität und veränderte multisensorische Interaktionen nach Hörverlust und Cochlea-Implantation“; Thomas Steffens für seine Habilitation „Entwicklung, Evaluation und Anwendung moderner sprachaudiometrischer Verfahren“
- 2023: Tobias Weißgerber für seine Habilitation zu Entwicklung, Aufbau und Evaluierung der Schallfeldsynthese[5]
- 2025: Mareike Buhl für Arbeiten zur Verbesserung der audiologischen Diagnostik[6]

### Kolloquien
Seit 1981 veranstaltet die Stiftung in zweijährigem Rhythmus multidisziplinäre Kolloquien. Die Ergebnisse werden in einer Schriftenreihe veröffentlicht, von der bisher insgesamt 19 Bände vorliegen.
Wissenschaftler und Praktiker aus dem In- und Ausland erörtern medizinische, soziale und pädagogische Probleme von Hörstörungen, besonders die Thematik kindlicher Hörstörungen. Die Ergebnisse des Erfahrungsaustausches werden in einer Schriftenreihe veröffentlicht, die über die Stiftung bezogen werden kann. Der neueste Band der Stiftung, Band 19, dokumentiert die Vorträge und Diskussionen des 16. Multidisziplinären Kolloquiums zum Thema Hörkultur.

### Förderung von Forschungen
Bislang gab die Stiftung Fördergelder für mehr als 80 Forschungsvorhaben aus den Stiftungserträgen.
- 1978 CVC Audiometrie
- 1979 Hörgeräte am pathologischen Ohr
- 1979 Trommelfellimpedanz
- 1980 Audiometrische Untersuchung bei Schulkindern
- 1981 Früherfassung von Hörschäden
- 1981 Hörgeräteanpassung mit Life-Sprache
- 1982 Frühdiagnose von hörgestörten Säuglingen und Kleinkindern
- 1984 Sprachtherapeutische Förderung mit SFT
- 1984 Therapeutische Beeinflussung der Sprachentwicklung
- 1985 Mechanik des Ohrs
- 1985 Audiometrisches Säuglingsscreening
- 1986 Rehabilitation bei Innenohr-Implantaten
- 1986 Sprach-Farbbild-Transformation (SFT)
- 1988 Windgeräusche unter Motorradhelmen
- 1988 Vorteile von Richtmikrofonen bei Hörhilfen
- 1988 Screening – zentrale Fehlhörigkeit
- 1989 Auraler Spracherwerb und Akzeptanz von Hörgeräten
- 1989 Otoakustische Emissionen
- 1990 Pilotstudie zur Adaption des Tests „CPHI“
- 1993 Spracherwerb hochgradig Hörgeschädigter
- 1996 Neurotransmitter der Hörbahn
- 1997 Kommunikative Probleme schwerhöriger Erwachsener
- 1997 Göttinger Hör-Sprachregister
- 1997 Hörentwicklung und Sprachentwicklung im Zeitraum der U7
- 1998 Rehabilitationsbegleitende Diagnostik bei CI-Patienten
- 1999 Tinnitus-Bewältigungstraining
- 1999 Molekulare Analyse des Pendred Syndroms
- 1999 Psychosoz. Betreuungsbedarf bei Familien von Kindern mit Hörgerät
- 1999 Bildungswesen für Hörbehinderte
- 2000 Einfluss von Hörstörungen auf die Reifung der Hörbahn
- 2001 Prälingual ertaubte CI-Patienten
- 2002 Familien von Kindern mit Hörgeräten
- 2003 Kausale Therapie für Hydropserkrankungen des Innenohrs
- 2003 Neue Therapiestrategien für das Innenohr
- 2004 Postnatale Entwicklung der Neurophysiologie des Hörens
- 2004 Hörauffällige Säuglinge beim Neugeborenenhörscreening
- 2005 Hörbeeinträchtigungen bei Bewohnern von Einrichtungen der stationären  Altenhilfe
- 2005 Psychoakustische Untersuchungen zur Ursache gestörter zeitlicher Integration und ihrer Konsequenzen
- 2005 Versorgungssituation hörbehinderter alter Menschen in Einrichtungen der Altenhilfe
- 2005 Stand der Versorgung mit Hörhilfen bei älteren Hörbehinderten
- 2006 Untersuchung der Auswirkungen einer Blutbeimengung in die Kanäle des Innenohrs auf das Hörvermögen
- 2006 Phonologische Informationsverarbeitung als Prädikator des Schriftspracherwerbs bei Kindern mit Hörhilfen
- 2006 Oraler Spracherwerb konnatal hörgeschädigter Kinder
- 2006 Psychoakustische Untersuchung zur Musikwahrnehmung bei Patienten mit CI und bei Hörgeräteträgern
- 2007 Prävention von Altersschwerhörigkeit durch akustische Stimulation
- 2008 Aufbau Netzwerk NHS Deutschland
- 2008 Die Rolle des molekularen Chaperons HSP70 für die Otoprotektion
- 2009 Identifizierung neuer Genorte in konsanguinen Familien mit angeborener Hörstörung